# Axel Koræn
Axel Mauritz Koræn, född 19 september 1838 i Växjö stadsförsamling, Kronobergs län, död där 23 oktober 1890, var en svensk borgmästare och riksdagsman. 
Axel Koræn var borgmästare i Växjö stad och som politiker ledamot av riksdagens andra kammare höstriksdagen 1887, invald i Växjö och Oskarshamns valkrets.